# العلاقات البرتغالية الكويتية
العلاقات البرتغالية الكويتية هي العلاقات الثنائية التي تجمع بين البرتغال والكويت.

## مقارنة بين البلدين
هذه مقارنة عامة ومرجعية للدولتين:
| وجه المقارنة                                              | البرتغال                                                  | الكويت        |
| --------------------------------------------------------- | --------------------------------------------------------- | ------------- |
| المساحة (كم2)                                             | 92.21 ألف                                                 | 17.82 ألف     |
| عدد السكان (نسمة)                                         | 10.60 مليون                                               | 4.14 مليون    |
| الكثافة السكانية (ن./كم²)                                 | 114.95                                                    | 232.32        |
| العاصمة                                                   | لشبونة                                                    | مدينة الكويت  |
| اللغة الرسمية                                             | اللغة البرتغالية، اللغة الميراندية                        | اللغة العربية |
| العملة                                                    | يورو، اسكودو برتغالي                                      | دينار كويتي   |
| الناتج المحلي الإجمالي (بليون دولار)                      | 217.57 مليار                                              | 120.13 مليار  |
| الناتج المحلي الإجمالي (تعادل القوة الشرائية) بليون دولار | 307.82 مليار                                              | 290.53 مليار  |
| الناتج المحلي الإجمالي الاسمي للفرد دولار أمريكي          | 19.22 ألف                                                 | 29.30 ألف     |
| الناتج المحلي الإجمالي للفرد دولار أمريكي                 | 28.76 ألف                                                 | 73.25 ألف     |
| مؤشر التنمية البشرية                                      | 0.830                                                     | 0.816         |
| رمز المكالمات الدولي                                      | +351                                                      | +965          |
| رمز الإنترنت                                              | .pt                                                       | .kw           |
| المنطقة الزمنية                                           | توقيت غرب أوروبا، توقيت غرب أوروبا الصيفي، أوروبا/لشبونة ‏ | ت ع م+03:00   |

## منظمات دولية مشتركة
يشترك البلدان في عضوية مجموعة من المنظمات الدولية، منها:
| علم المنظمة | اسم المنظمة                               | تاريخ انضمام البرتغال | تاريخ انضمام الكويت |
| ----------- | ----------------------------------------- | --------------------- | ------------------- |
|             | المنظمة الهيدروغرافية الدولية             | ?                     | ?                   |
|             | الاتحاد البريدي العالمي                   | ?                     | ?                   |
|             | يونسكو                                    | 11 مارس 1965          | 18 نوفمبر 1960      |
|             | البنك الدولي للإنشاء والتعمير             | 29 مارس 1961          | 13 سبتمبر 1962      |
|             | منظمة التجارة العالمية                    | ?                     | ?                   |
|             | وكالة ضمان الاستثمار متعدد الأطراف        | 6 يونيو 1988          | 12 أبريل 1988       |
|             | البنك الإفريقي للتنمية                    | ?                     | ?                   |
|             | الاتحاد الدولي للاتصالات                  | 1866                  | 14 أغسطس 1959       |
|             | منظمة الشرطة الجنائية الدولية             | ?                     | ?                   |
|             | مؤسسة التمويل الدولية                     | 8 يوليو 1966          | 13 سبتمبر 1962      |
|             | الأمم المتحدة                             | 14 ديسمبر 1955        | 14 مايو 1963        |
|             | مؤسسة التنمية الدولية                     | 29 ديسمبر 1992        | 13 سبتمبر 1962      |
|             | منظمة حظر الأسلحة الكيميائية              | ?                     | ?                   |
|             | المركز الدولي لتسوية المنازعات الاستشارية | 1 أغسطس 1984          | 4 مارس 1979         |

## وصلات خارجية
- موقع وزارة الخارجية البرتغالية
- موقع وزارة الخارجية الكويتية